# 楊肇熉
楊肇熉（1893年—？）字仲瑚，四川省潼南县人，中华民国法学家、法官、政治人物。

## 生平
楊肇熉生于1893年（清光绪十九年）。毕业于北京大学。早年留学法国，获巴黎大学法学博士学拉。曾任法典编纂委员、北京法律专门学校教授、江苏吴县地方法院院长、上海地方法院院长。后来出任上海特区地方法院院长。1947年2月7日，任国民政府立法院第四届立法委员。1948年11月15日，任司法院院部参事。1949年5月30日，任司法院秘书长。同年底赴台湾，仍任司法院秘书长，任至1950年5月。